# استامپتاون (ویرجینیای غربی)
استامپتاون (به انگلیسی: Stumptown) یک منطقهٔ مسکونی در ایالات متحده آمریکا است که در شهرستان گیلمر، ویرجینیای غربی واقع شده‌است. استامپتاون ۲۲۱ متر بالاتر از سطح دریا قرار دارد.